# Großer Varchentiner See
Der Große Varchentiner See liegt nördlich der Mecklenburgischen Seenplatte im Landkreis Mecklenburgische Seenplatte in Mecklenburg-Vorpommern. Der See gehört vollständig zum Gemeindegebiet von Groß Plasten. Im Westen grenzt die Gemeinde Faulenrost an das Gewässer. Der See ist maximal 1600 Meter breit und 1500 Meter lang. Er hat eine kaum gegliederte kreisförmige Form. Im Süden mündet der Zufluss vom Kleinen Varchentiner See und im Osten der Hasselbach ein. Der im Norden befindliche Abfluss des Sees entwässert zur Kittendorfer Peene. Das Seeufer ist ganz von einem Schilfgürtel umgeben und am Südufer bewaldet. Das Westufer ist sumpfig. Am Nordufer liegt das Dorf Clausdorf, ein Ortsteil der Gemeinde Kittendorf.